# Yukawa-Potential

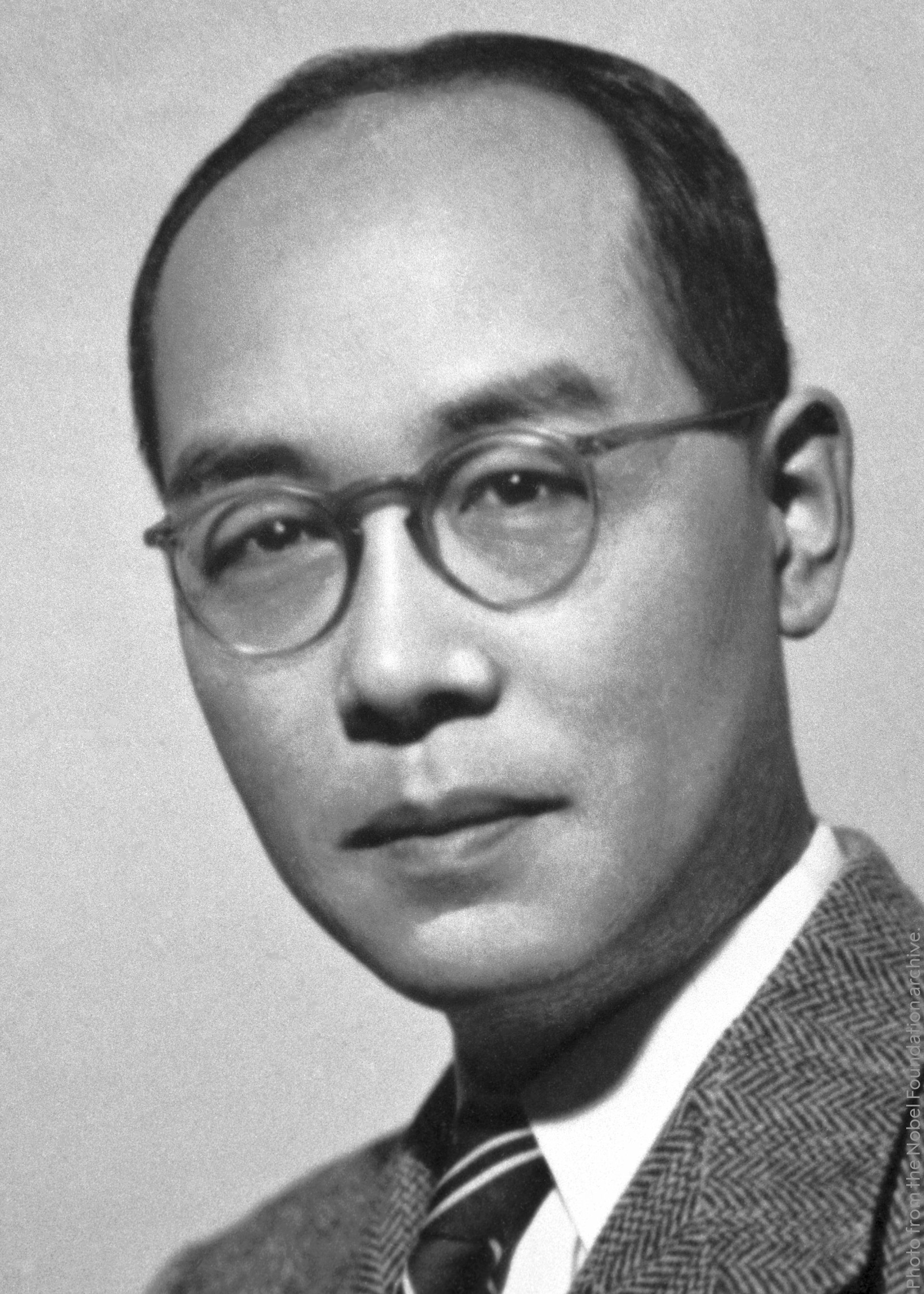
Hideki Yukawa (1949)

Das Yukawa-Potential (nach dem japanischen Physiker Hideki Yukawa;) ist das Potential
{\displaystyle V(r)=-{\frac {g^{2}}{4\pi }}\hbar c{\frac {\mathrm {e} ^{-mcr/\hbar }}{r}}}
von Austauschteilchen der Masse {\displaystyle m>0}, wie sie bei der Restwechselwirkung der starken Wechselwirkung und in Supraleitern (s. u.) auftreten. Yukawa zeigte im Jahr 1935, dass ein solches Potential durch die Wechselwirkung von Materie mit skalaren und pseudoskalaren Bosonen hervorgerufen wird (Yukawa-Wechselwirkung). Damit postulierte er die Existenz eines Austauschteilchens im Atomkern, das später als das Pion identifiziert wurde (Pion-Austauschmodell).
Hierbei ist
{\displaystyle g} die dimensionslose Kopplungskonstante der jeweiligen Wechselwirkung,
{\displaystyle \hbar } die reduzierte Planck-Konstante,
{\displaystyle c} die Lichtgeschwindigkeit,
{\displaystyle m} die Masse des Austauschteilchens und
{\displaystyle r} der Abstand der Teilchen.
Das Yukawa-Potential geht mit wachsendem Abstand exponentiell gegen Null. Die Reichweite der zugehörigen Kraft ist von der Größenordnung der reduzierten Compton-Wellenlänge {\displaystyle {\tfrac {\lambda }{2\pi }}={\tfrac {\hbar }{mc}}} der Austauschteilchen abhängig.

## Coulomb-Potential und Photonmasse

Yukawa-Potentiale nach der Formel
für verschiedene Werte m in Abhängigkeit vom Abstand r;
rot das Coulomb-Potential mit m = 0

Im Grenzfall {\displaystyle m=0} geht das Yukawa-Potential in ein Potential der Form {\displaystyle V(r)\sim r^{-1}} (Coulomb-Potential) über, wie es von masselosen Photonen erzeugt wird, den Austauschteilchen der elektromagnetischen Wechselwirkung. Hätte das Photon eine Masse, so wäre das elektrostatische Potential kein Coulomb-Potential, sondern ein Yukawa-Potential. Hierfür gibt es jedoch keine experimentellen Hinweise.
In Supraleitern gibt es dagegen eine spontane Symmetriebrechung. Beim Übergang zwischen Vakuum und Supraleiter wird die Eichsymmetrie der elektromagnetischen Potentiale gebrochen, weil im Supraleiter bei der makroskopischen Wellenfunktion der Cooper-Paare eine Phase ausgezeichnet ist. Dies lässt sich so interpretieren, als hätte das Photon im Supraleiter eine Masse. Dementsprechend klingen Magnetfelder in Supraleitern, wie beim Meißner-Ochsenfeld-Effekt beobachtet, exponentiell ab.